# 제롬 브루너

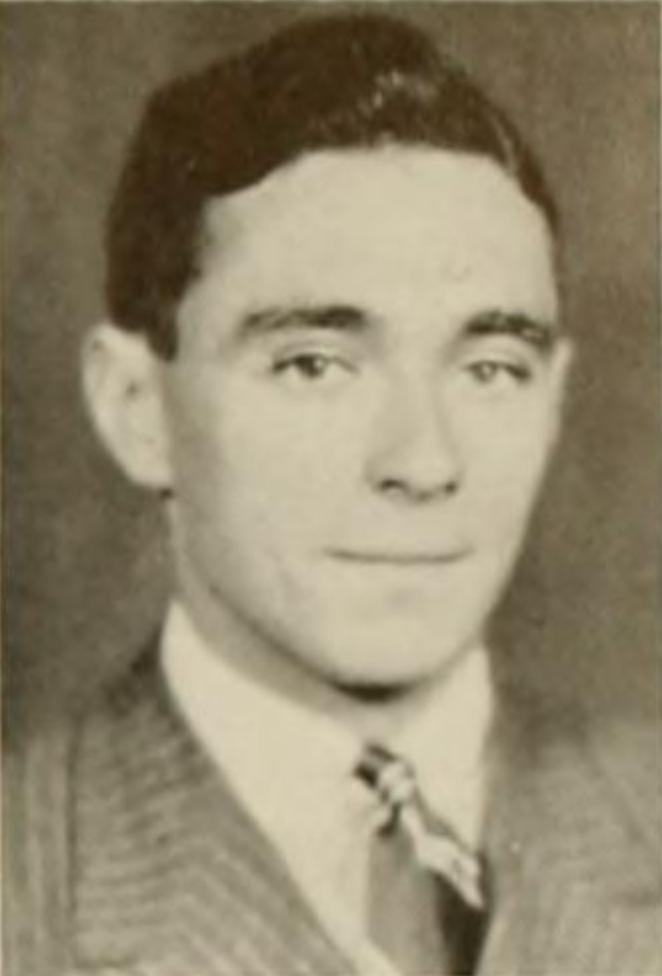
1936년 사진

제롬 브루너(Jerome Seymour Bruner, 1915년 10월 1일 ~ 2016년 6월 5일)는 미국의 교육 심리학자이다. 듀크 대학에서 문학 공부를 하였으나, 후에 사회 심리학을 연구하였다. 1941년 나치스 선전 기술에 관한 논문을 발표하고 박사 학위를 받았으며, 후에 미국 심리학 협회 회장이 되었다. 1960년 《교육 과정》이 출판되면서부터 교육계의 관심을 끌기 시작하였다. 이 책은 1959년 매사추세츠주에서 35명의 학자가 모여 초·중등 학교에 있어서의 과학 교육의 개선에 관한 회의를 열었을 때 의장으로 활약한 브루너가 그 성과를 바탕으로 기술한 것이다. 그의 연구는 가르치는 이론·교육 내용·교육 방법·교육 제도 등 여러 분야에 걸쳐 있다. 저서로 《교육론》, 《학습 연구》, 《인지 발달 연구》 등이 있다.

## 같이 보기
- 인지주의
- 인지언어학
- 인지심리학
- 인지 혁명
- 이야기 상담

## 참고 자료
- 이 문서에는 다음커뮤니케이션(현 카카오)에서 GFDL 또는 CC-SA 라이선스로 배포한 글로벌 세계대백과사전의 내용을 기초로 작성된 글이 포함되어 있습니다.